# Суперкубок Мальти з футболу 2005
Суперкубок Мальти з футболу 2005  — 21-й розіграш турніру. Матч відбувся 1 серпня 2005 року між чемпіоном Мальти клубом Сліма Вондерерс та володарем кубка Мальти клубом Біркіркара.
| Володар Суперкубка Мальти 2005 |
| ------------------------------ |
|                                |
| Біркіркара Четвертий титул     |

## Матч

### Деталі
| 1 серпня 2005 |

| Сліма Вондерерс | 0:3 | Біркіркара |
| --------------- | --- | ---------- |
|                 |     | Барбара    |

| Національний стадіон, Та-Калі |